# Maarika
Maarika ist ein weiblicher Vorname.

## Herkunft und Varianten
Der Name ist die finnische Verkleinerungsform von Maaria und die estnische Verkleinerungsform von Maarja.
Eine weitere estnische Variante ist Mare.

## Bekannte Namensträgerinnen
- Maarika Võsu (* 1972), estnische Degenfechterin